# (1722) Goffin
(1722) Goffin ist ein Asteroid des Hauptgürtels, der am 23. Februar 1938 vom belgischen Astronomen Eugène Joseph Delporte in Ukkel entdeckt wurde.
Benannt ist der Asteroid nach dem belgischen Astronomen Edwin Goffin.